# خورخه پولاکو
خورخه پولاکو (انگلیسی: Jorge Polaco؛ ‏ ۲۰ نوامبر ۱۹۴۶ – ۲۰ فوریهٔ ۲۰۱۴) فیلم‌ساز اهل آرژانتین بود. وی بین سال‌های ۱۹۸۴ تا ۲۰۱۴ میلادی فعالیت می‌کرد. یکی از فیلم‌های او در سال ۱۹۸۸ برندهٔ جایزهٔ «بهترین فیلم» جشنواره بین‌المللی فیلم فستوریا در ستوبال شد.
از فیلم‌هایی که وی در آن‌ها نقش داشته‌است، می‌توان به کودکستان اشاره نمود.